# Krucifix (Horní Údolí)
Krucifix stojí u hřbitovní zdi v Horním Údolí ve Zlatých Horách v okrese Jeseník. Byl zapsán do seznamu kulturních památek ČR a je součástí vesnické památkové zóny.

## Historie
Krucifix, jedna z prvních prací řezbáře Bernarda Kutzera, je umístěn u hřbitovní zdi na hřbitově v Horním Údolí. Sochařské dílo s prvotním užitím litiny bylo zhotoveno jako poděkování za uzdravení. Krucifix byl vytvořen v roce 1822. Socha byla zapsána do Ústředního seznamu kulturních památek ČR před rokem 1988.

## Popis
Litinový kříž je volně stojící plastika. Je zasazen do odstupňovaného mramorového podstavce s  profilovanou římsou. Ramena kříže jsou ukončena trojlisty. Tělo Krista je detailně anatomicky propracováno, je přioděno barokně rozevlátou rouškou. Hlava je zakloněna dozadu. Nad hlavou Krista je kartuš s destičkou a nápisem.
Nápis:
- IN SIGNIS SCULPTOR CHRISTI PATIENTIS AMATOR. BERNARDUS KUTZER HOC IN MONUMENTA FEREBAT. MDCCXXII